# Isosaari (ö i Finland, Norra Österbotten, Koillismaa, lat 65,52, long 29,24)
Isosaari är en ö i Finland. Den ligger i sjön Somer och i kommunerna Kuusamo och Suomussalmi och landskapen Norra Österbotten och Kajanaland, i den nordöstra delen av landet, 600 km norr om huvudstaden Helsingfors. Öns area är 24,8 hektar och dess största längd är 1,4 kilometer i öst-västlig riktning.